# Ligne Tarragone - Tortosa / Ulldecona
La ligne Tarragone - Tortosa/Ulldecona est une ligne de chemin de fer espagnole qui appartient à ADIF, elle relie Tarragone à Tortosa et Ulldecona circulant le long de la côte jusqu'à la bifurcation de Tortosa. La ligne commence à Tarragone à l’embranchement de la ligne Tarragone - Reus - Lérida et se termine à la gare d’Ulldecona en direction de Valence. Depuis la construction du contournement de l’Èbre, elle a également un terminus à Tortosa comme ramification de la ligne.
La ligne est à écartement ibérique et à double voie et les services qu'ils passent par la ligne sont des trains de banlieue, régionales et/ou de marchandises.

## Histoire
En 1865, les tronçons de Tarragone à Tortosa et de Valence à Ulldecona ont été inaugurés. Deux ans après, le tronçon entre Tortosa et Ulldecona à travers le pont de l'Èbre a été inauguré. 
Le 12 janvier 2020, la ligne historique entre Port Aventura et Vandellòs prend fin, à partir du 13 janvier 2020, les trains empruntent la Variante de Vandellòs (contournement ferroviaire entre Tarragone et Vandellòs) qui fait partie de la LGV de Barcelone à Valence. Le même jour, les nouvelles gares de Cambrils et L'Hospitalet de l'Infant (situées en périphérie des villes) sont inaugurés,.

## Caractéristiques
La ligne fait partie du Corridor méditerranéen et par conséquent, elle a été adaptée pour que les trains puissent atteindre des vitesses de jusqu'à 220 km/h et une moyenne de 180 km/h pour permettre la circulation de l'Euromed, c'est pour cette raison que l'embranchement de l'Èbre a été construit pour relier L'Aldea - Amposta - Tortosa à Ulldecona sans passer par Tortosa. Depuis lors, le tronçon de ligne qui atteint Tortosa est une impasse où se trouvent deux gares, celle de Tortosa et celle de Camp-redó.

## Exploitation
Actuellement sur cette ligne, il y a des trains de la ligne R16, de la ligne R17, de la ligne L7 et de la ligne RT2 qui circulent. Il y a également des services de longue distance qui circulent sur cette ligne comme l'Euromed, Talgo, Arco, Alaris et Trenhotel.